# ボルボ・260

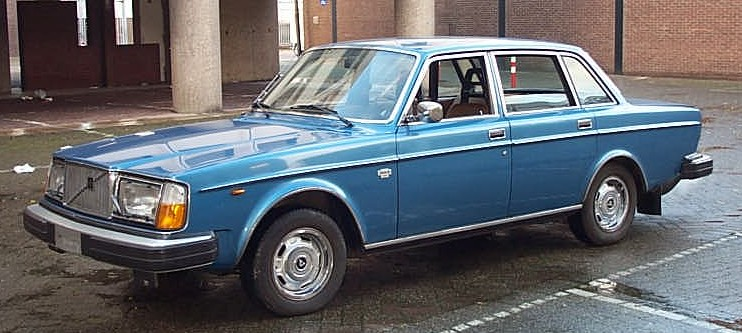
264GL

ボルボ・260シリーズは、スウェーデンの自動車メーカー・ボルボ・カーズが1974年から1982年まで生産した乗用車である。

## 概要
基本設計は1968年登場のボルボ・164と共通だが、240同様、 1972年に試作車が公開された実験安全車ボルボ・VESC（Volvo Experimental Safety Car ）で試みられた多くの安全対策が実用化されている。具体的には前後の衝撃吸収ゾーンの拡大（そのために前輪サスペンションをストラット式サスペンションに改め、エンジンベイを拡大した）、ステアリング機構のラック・アンド・ピニオン方式への変更による操縦性改善などである。
この拡大されたエンジンベイを利用し、従来の164に用いていた自社製直列6気筒エンジンに代え、ルノー・プジョーと共同開発したPRV2,664ccV型6気筒エンジンを搭載したのが260シリーズである。同じエンジンはルノー・30・プジョー・604、後にはランチア・テーマV6にも用いられた。

## モデルの変遷
1974年秋、1975年モデルとして4ドアセダンの「264」（DL・GL）が登場。翌1976年には5ドアワゴンの「265」（DL・GL）、および2ドアセダンの「262」（DL・GL）が追加された。なお、アメリカ及び日本にはV6エンジンの排気ガス対策が遅れたため、1975年まで164が輸入されていた。
1977年、262をベースとした高級版の「262C」がジュネーブモーターショーで発表された。屋根を低められた車体はイタリアのコーチビルダー・ベルトーネによって製作された。
1980年には排気量が2,800ccに拡大され、従来のB27型からB28型に呼称が変更された。
1982年、760の登場に伴い生産終了。4気筒の240は1993年まで継続生産された。

## スペシャルモデル
リムジンモデルの「264TE」（Top Executive ）が1975年から1981年まで作られ、特に立場上メルセデス・ベンツやBMWを好まないドイツ民主共和国（東ドイツ）の政府公用車として多数用いられた。同国のエーリッヒ・ホーネッカー国家評議会議長は在任当時、264TEを改造したランドーレットを儀式用に用いていた。日本にも輸入され、当時のディーラーの親会社であった帝人社長夫人・大屋政子もオーナーであった。

## 日本への輸入
1974年を最後にヤナセがボルボ車輸入から撤退し、代わって発足した帝人の子会社・帝人ボルボが1976年から264を販売した。当初は角型ヘッドライトが車検に適合しないため、米国仕様の丸型4灯式に変更されていた。このほか262C、264TEも輸入されたが、265は正規輸入されなかった。
164以来安全性・信頼性から、240ほどではないが比較的多数が販売され、1986年以降はボルボ日本法人のボルボ・ジャパン、1991年以降はボルボ・カーズ・ジャパンが輸入販売を行った。